# Persian Wars
Persian Wars ist ein Computerspiel, das am 14. Mai 2001 veröffentlicht wurde. Es wurde von Cryo Interactive Entertainment für Microsoft Windows entwickelt.

## Handlung
Anlehnend an die Geschichten aus Tausendundeine Nacht, spielt man einen jungen Krieger namens Sindbad, welcher nach einer langen Reise durch die Wüste von dem Beduinenstamm der Bani-Sabr aufgenommen wird, nachdem er deren Frauen vor einem Angriff von Hyänen rettet und deren Männer aus der Sklaverei der Amazonen befreit. Nach diesen Ereignissen fällt der sagenumwobene Ring des Salomo vom Himmel herab, und die Beduinenstämme beraten darüber, wer die Klans geeint in den Kampf gegen die Amazonen und die Ghule führen wird, um den Ring an sich zu bringen. Ab diesen Punkt wird das Spiel nicht-linear, der Spieler kann anhand seiner Entscheidungen den Verlauf der Geschichte beeinflussen und sich wahlweise den Amazonen oder den Guhlen anschließen. Während der Spieler dabei verschiedene Wege einschlagen kann, bleibt die Endsequenz immer gleich. Sindbad gibt dem lebenden Leichnam des Königs Salomo seinen Ring zurück, welcher von ihm wieder zu den Sternen geschleudert wird.

## Spielmechanik
Das Spiel besitzt dieselbe Spiel-Engine wie Die Chroniken des Schwarzen Mondes und ähnelt vom Spielprinzip her der Total-War-Reihe. Der Spieler kann von der Kampagnenkarte aus seine Armee bewegen und sein Heimatdorf durch Geld (im Spiel Dinare) mit neuen Gebäuden ausbauen, um dadurch neue Typen von Truppen für seine Armee ausbilden zu können. Kämpfe werden dann mit diesen Truppen in pausierbarer Echtzeit ausgetragen. Es gibt drei Fraktionen: die Beduinen, die Amazonen und die Guhle, die jeweils ihr eigenes Truppenraster haben.

## Rezeption
Die Spielezeitschrift PC Games gab Persian Wars eine Bewertung von nur 22 % und bemängelte veraltete Grafik und eine mangelhafte KI sowie diverse technische Probleme.